# Доазје
Доазје (фр. Doizieux) насеље је и општина у источној Француској у региону Рона-Алпи, у департману Лоара која припада префектури Сент Етјен.
По подацима из 2011. године у општини је живело 839 становника, а густина насељености је износила 29,89 становника/km². Општина се простире на површини од 28,07 km². Налази се на средњој надморској висини од 640 метара (максималној 1.396 m, а минималној 480 m).

## Демографија
| 1962. | 1968. | 1975. | 1982. | 1990. | 1999. | 2011. |
| ----- | ----- | ----- | ----- | ----- | ----- | ----- |
| 436   | 520   | 478   | 521   | 594   | 645   | 839   |

График промене броја становника у току последњих година